# Gost' (comerciante)

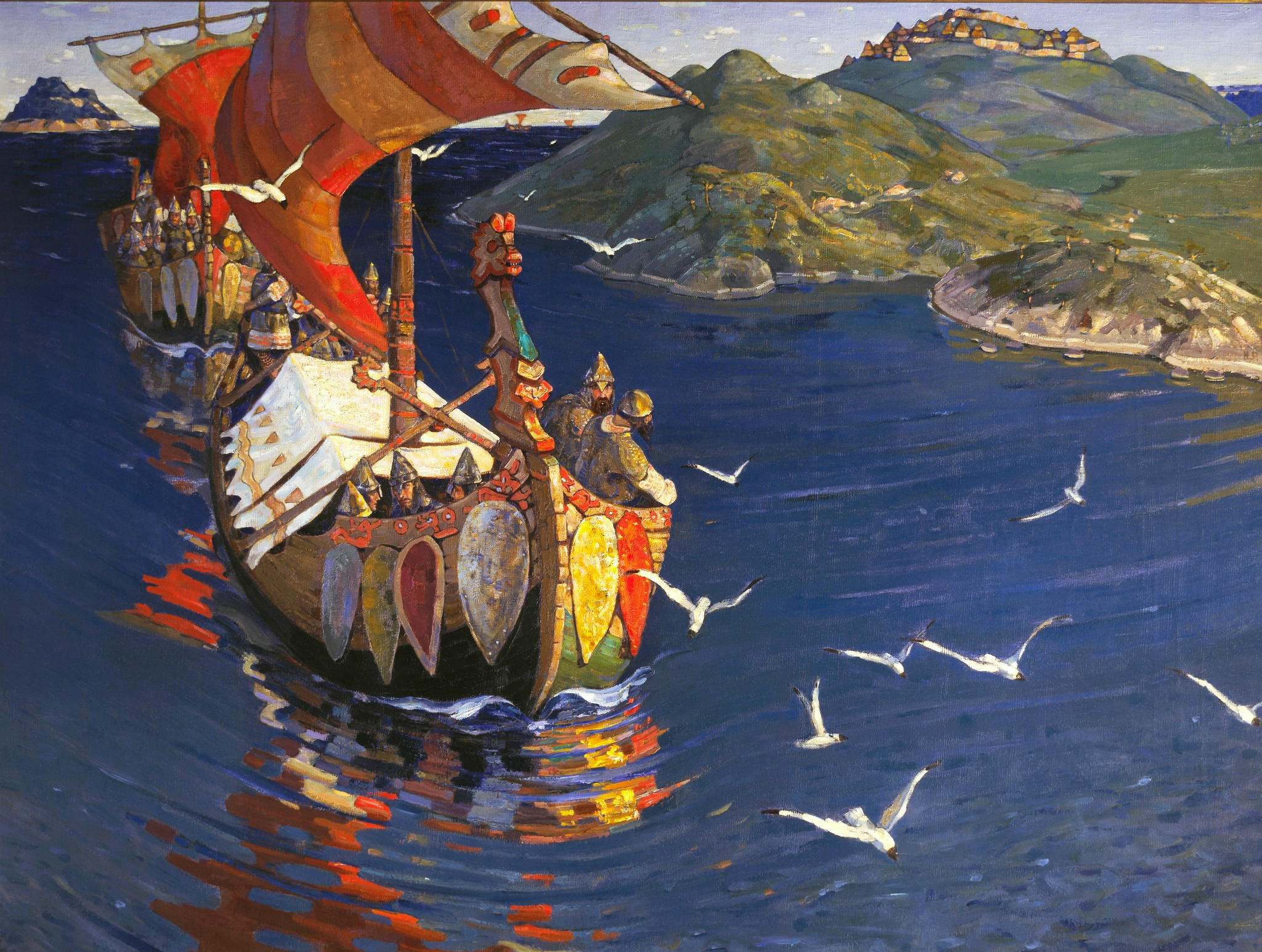
Nicolau Roerich. "Gosti estrangeiros" (1901, Galeria Estatal Tretiakov, Moscou).

Gost' (em russo:  Гость) ou gosti, no plural (em russo:  гости), eram grandes comerciantes da Rússia medieval antes da introdução de guildas mercantis. Mencionado pela primeira vez nos tratados dos príncipes Olegue e Igor com os gregos.
A menção de gosti também está contida no Conto dos Anos Passados, em conexão com a captura de Kiev por Olegue em 882. O príncipe profeta enterrou os soldados e dirigiu-se pessoalmente a Kiev, enviando uma mensagem aos príncipes locais de que era “um gost'”, dirigindo-se “aos gregos de Olga e do príncipe Igor”, convidando-os a vir “até nós com suas famílias". Ascoldo e Dir responderam à oferta, “pridosta”, após a qual foram traiçoeiramente mortos.